# Cobubatha rustica
Cobubatha rustica är en fjärilsart som beskrevs av Dyar 1918. Cobubatha rustica ingår i släktet Cobubatha och familjen nattflyn. Inga underarter finns listade i Catalogue of Life.